# 越後廣瀨站
越後廣瀨站（日语：／ Echigo-Hirose eki */?）是位於新潟縣魚沼市並柳，東日本旅客鐵道（JR東日本）的只見線車站。

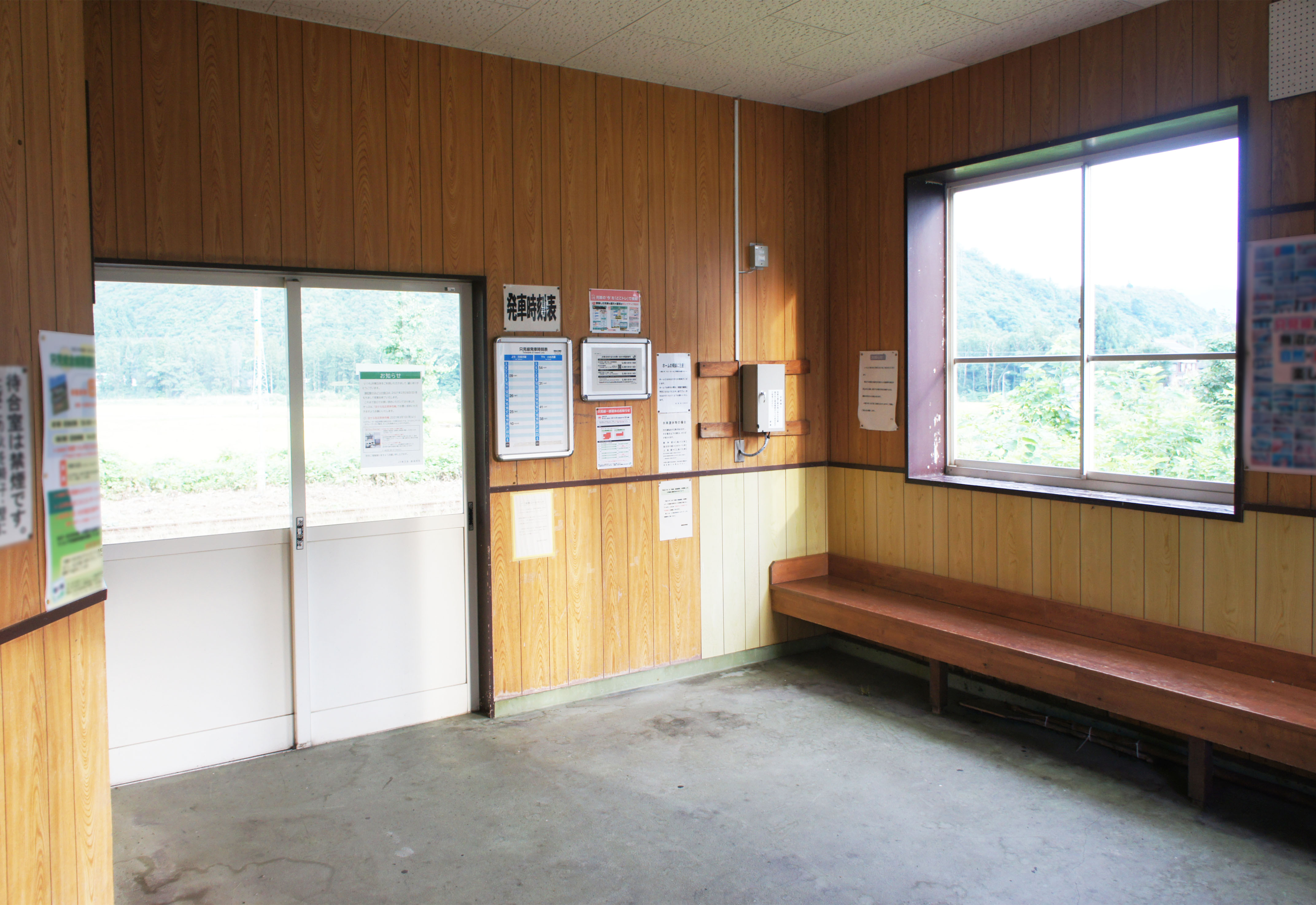
候車室内（2021年9月）

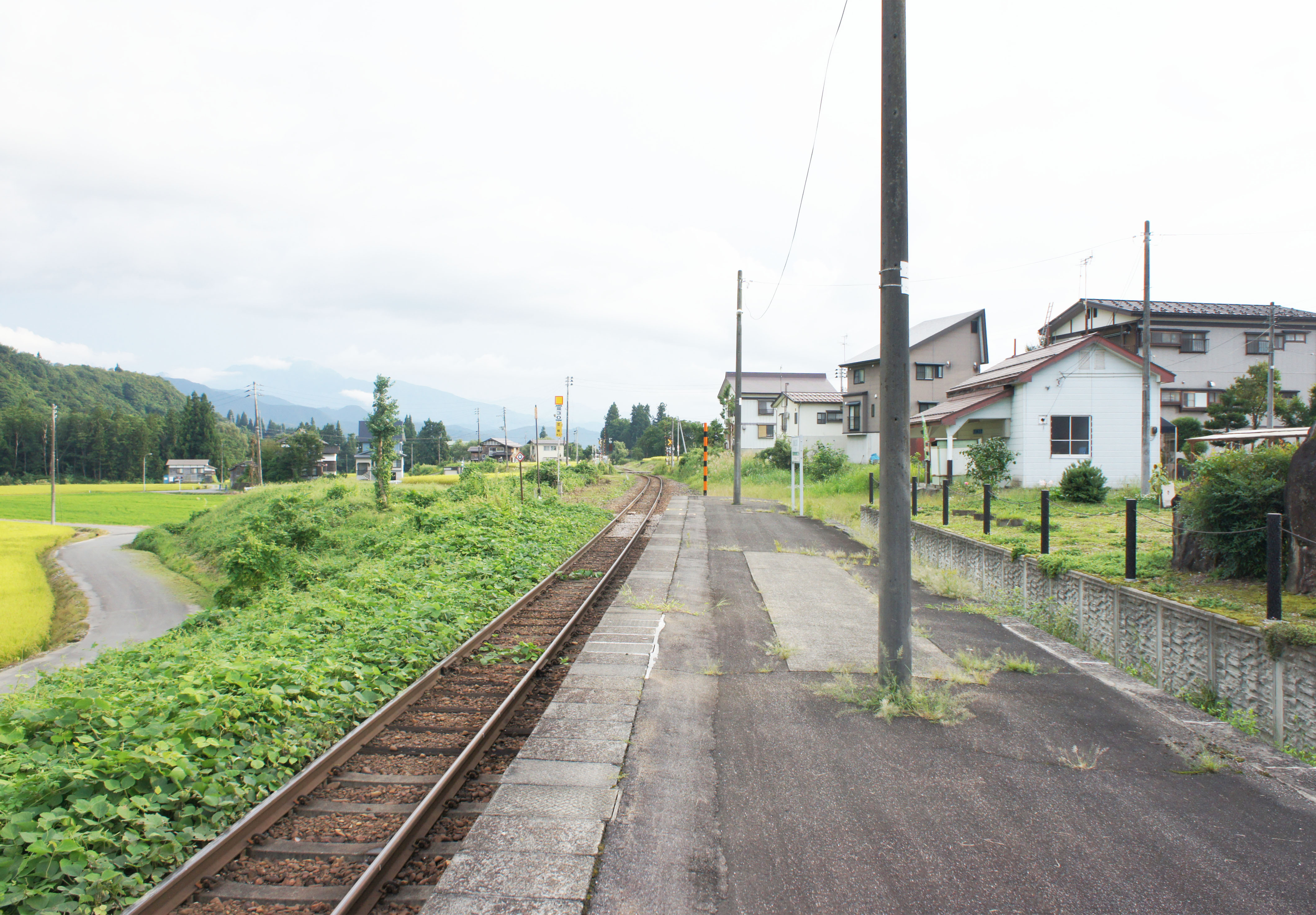
月台（2021年9月）

## 歷史
- 1942年（昭和17年）11月1日：只見線小出站至大白川站之間開業，此站啟用。
- 1985年（昭和60年）3月14日：成為無人車站。
- 1987年（昭和62年）4月1日：伴隨國鐵分割民營化，車站由東日本旅客鐵道（JR東日本）營運。

## 車站構造
本站是地面車站，設有1面1線的單式月台。車站曾經設有1面2線的島式月台，現時列車交會設備已經撒走。車站大樓與月台位於路軌西邊。此站設有候車室。此站是由越後湯澤站管理的無人車站。站前設有單車停泊處和公共電話。

## 車站周邊

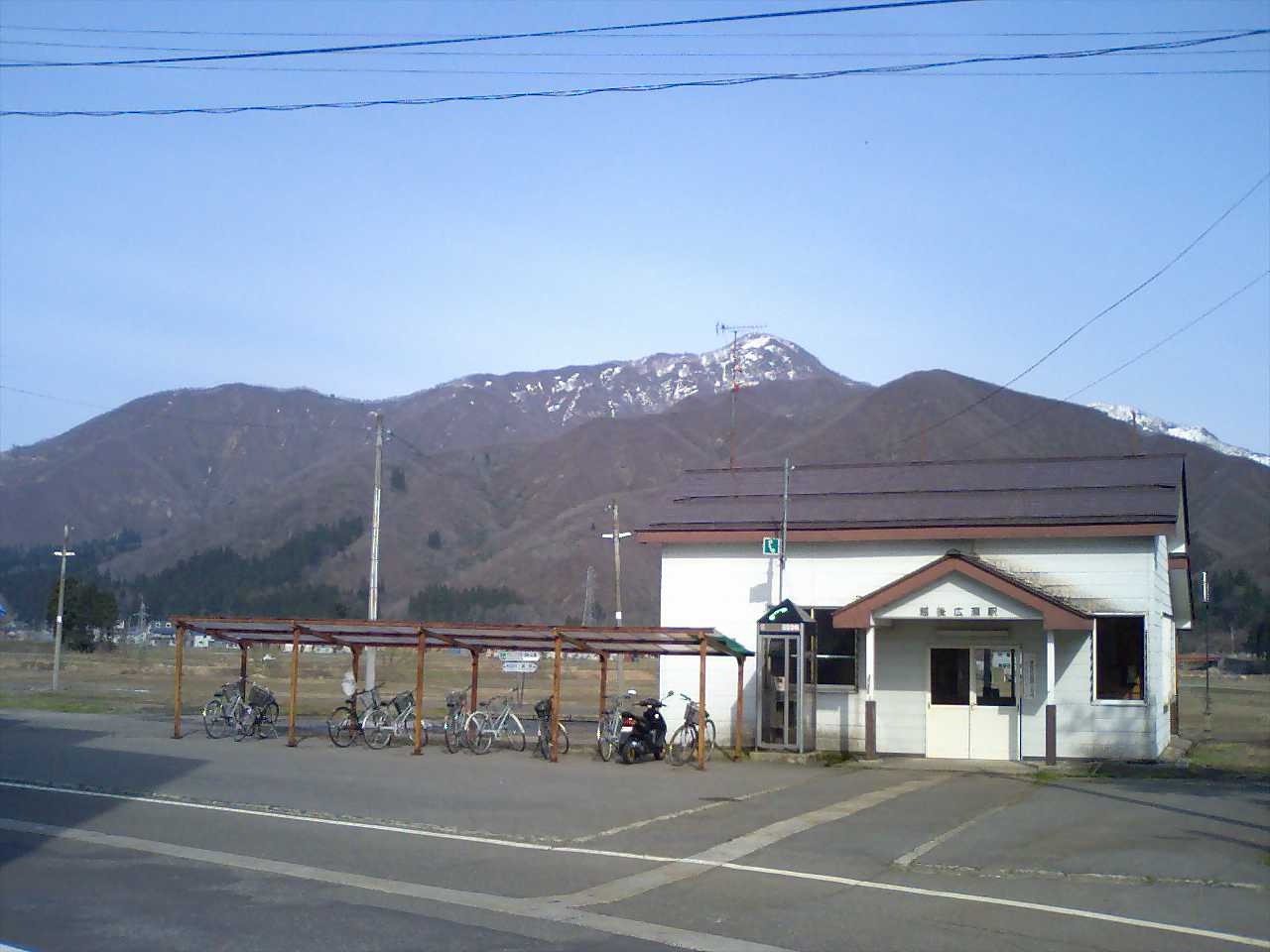
站房與背後的下權現堂山

此站設有居民和超級市場。
- 廣神郵局
- 北魚沼農業協同組合 廣瀨分店
- 國道252号（日语：国道252号）
- 國道291号（日语：国道291号）
- 國道352号

## 巴士路線

包含此站在內的南越後觀光巴士路線圖

越後交通集團下的南越後觀光巴士設有巴士路線停靠附近巴士站。
- UA 小出＝上條＝貫木、穴澤線[1]
- UH 小出＝下倉＝廣瀨站角＝小平尾＝白椛線[1]
從車站步行約2分鐘，於國道252號上設有「廣瀨站角」（UA14、UH17）巴士站。

## 其他
- 在1971年（昭和46年）的電影「寅次郎的故事7 奮鬥篇」中，曾經在此站取景，並作為首個場景。

## 相鄰車站
東日本旅客鐵道（JR東日本）
■只見線
魚沼田中－越後廣瀨－藪神

## 注腳
1. 1 2  南越後観光バス 小出・小千谷地区 （页面存档备份，存于）（日語） - 2020年1月2日參閲。

## 外部連結
- 車站資訊（越後廣瀨）：東日本旅客鐵道（日語）